# Śpigiel
Śpigiel (niem. Spiegels) – osada mazurska w Polsce położona w województwie warmińsko-mazurskim, w powiecie kętrzyńskim, w gminie Reszel nad rzeką Dajną.
W latach 1975–1998 miejscowość administracyjnie należała do województwa olsztyńskiego.
W północnej części wsi znajduje się jezioro Śpigiel, zwane też Sąpielec.